# قلعه آلاتسکیوی
قلعه آلاتسکیوی (به استونیایی: Alatskivi loss) قلعه‌ای است با معماری به سبک گوتیک و قرون وسطایی. این دژ در شرق استونی و ۴۰ کیلومتری شهر تارتو قرار دارد. این قلعه در قرن شانزدهم بنا گردید و در قرن نوزدهم بازسازی شد.

## نگارخانه

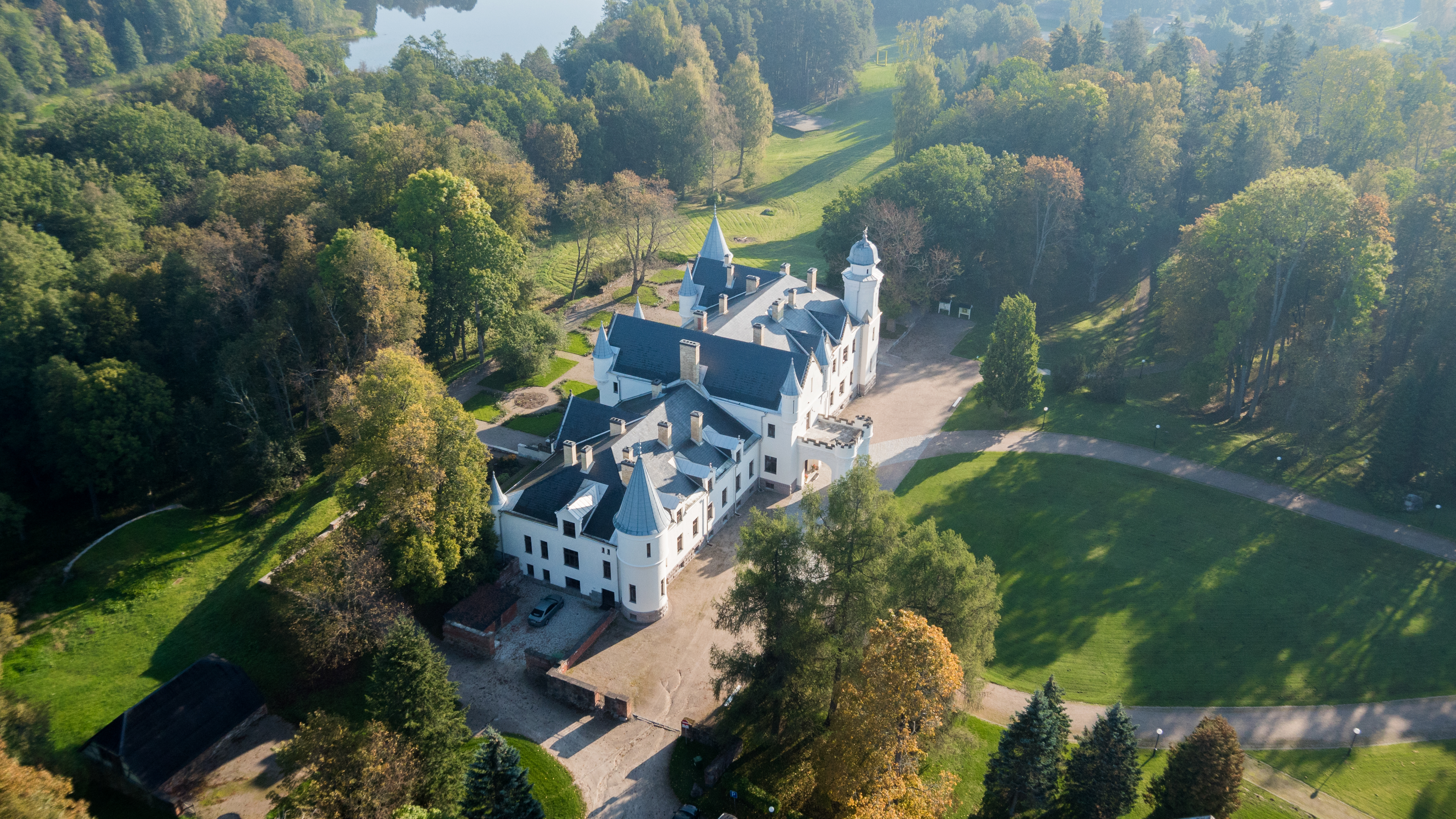
قلعه از بالا
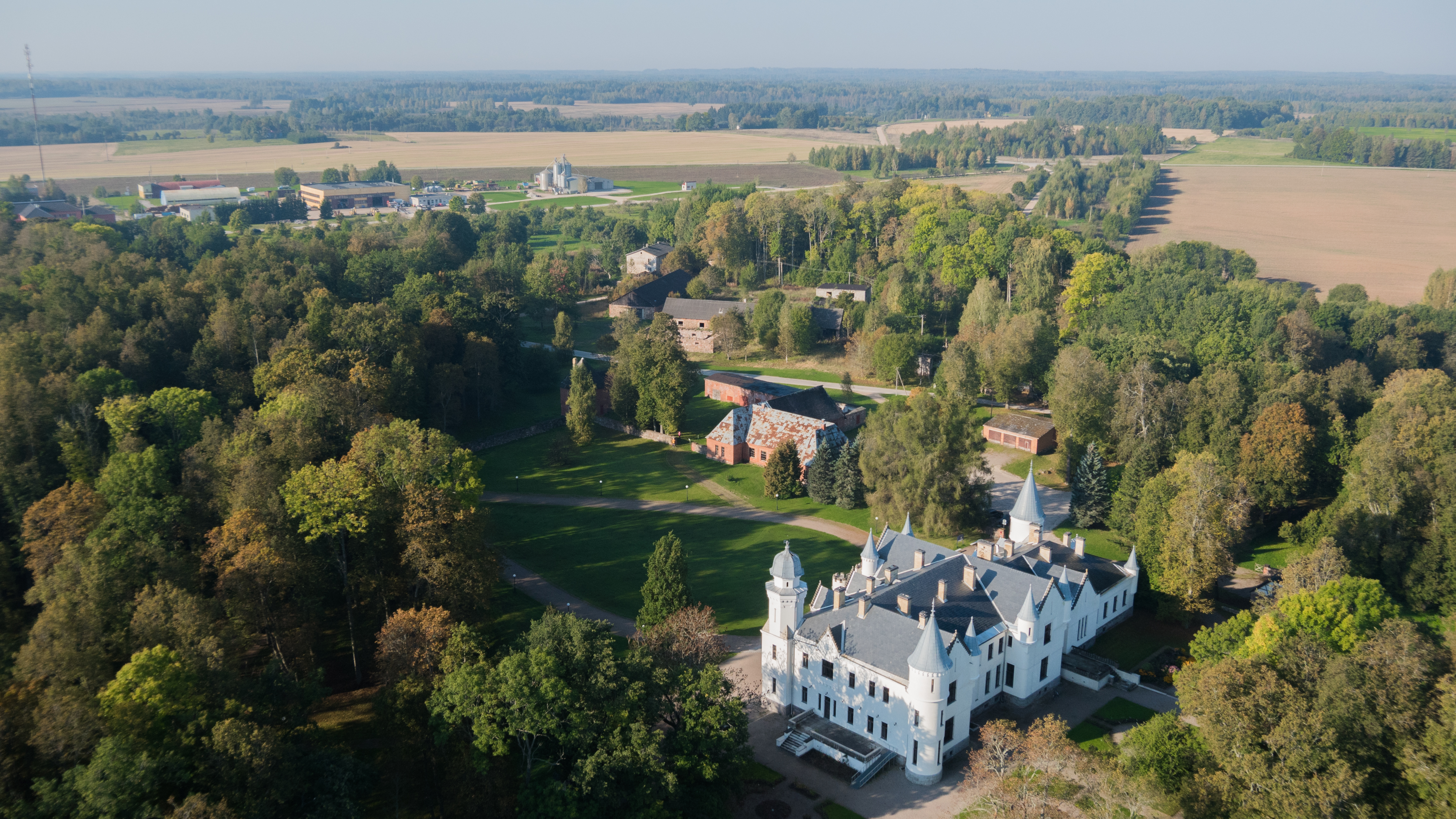
قلعه از بالا
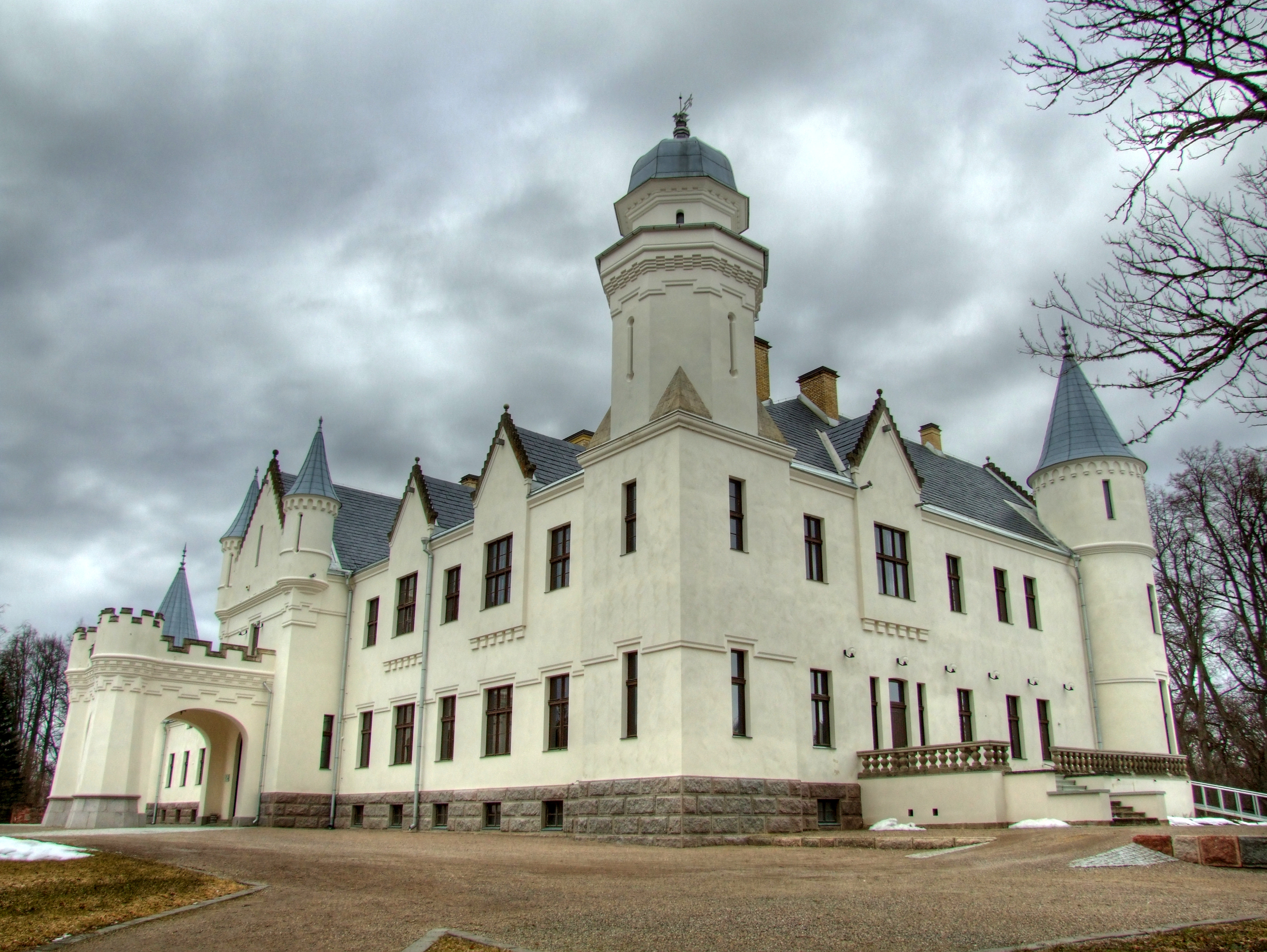
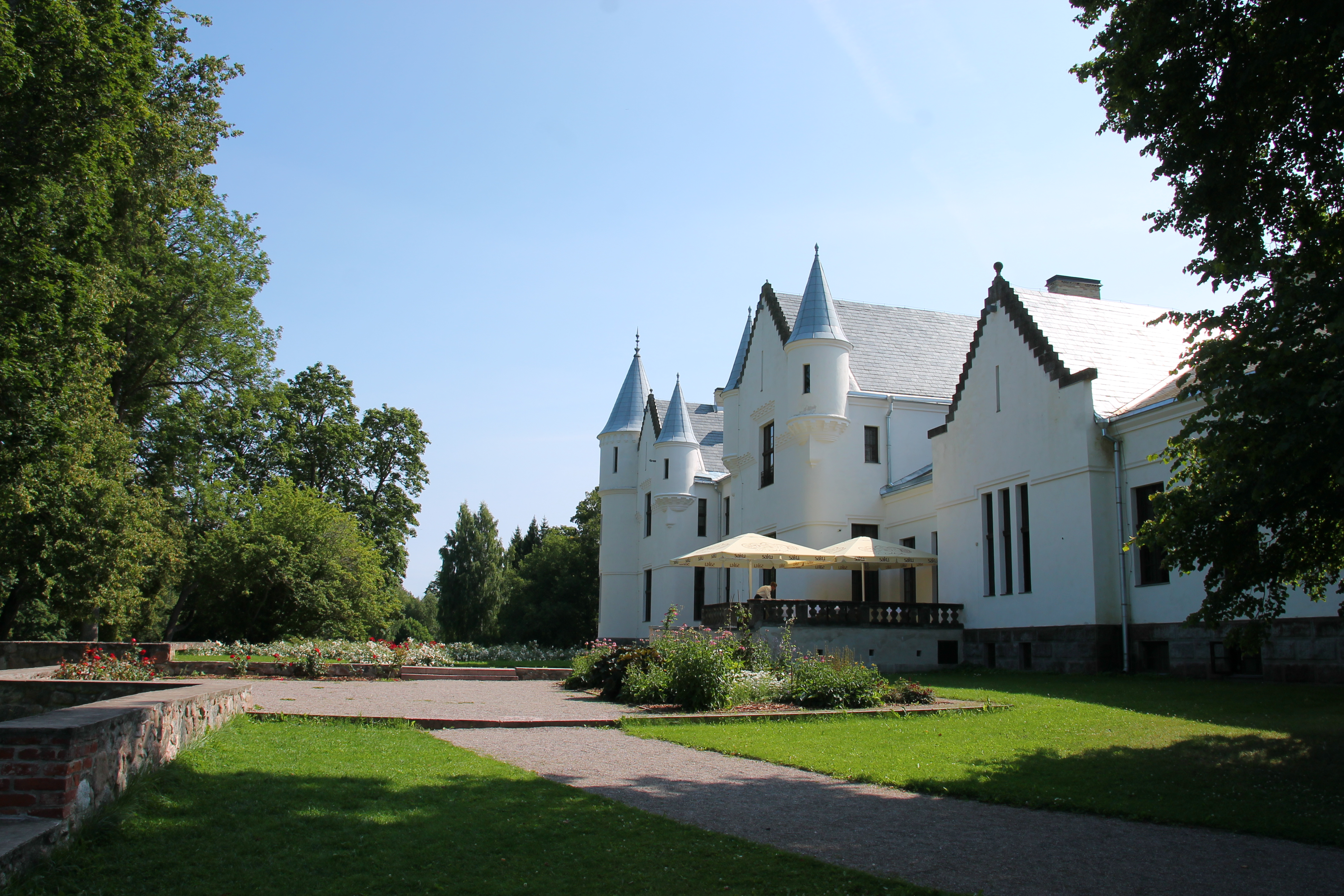
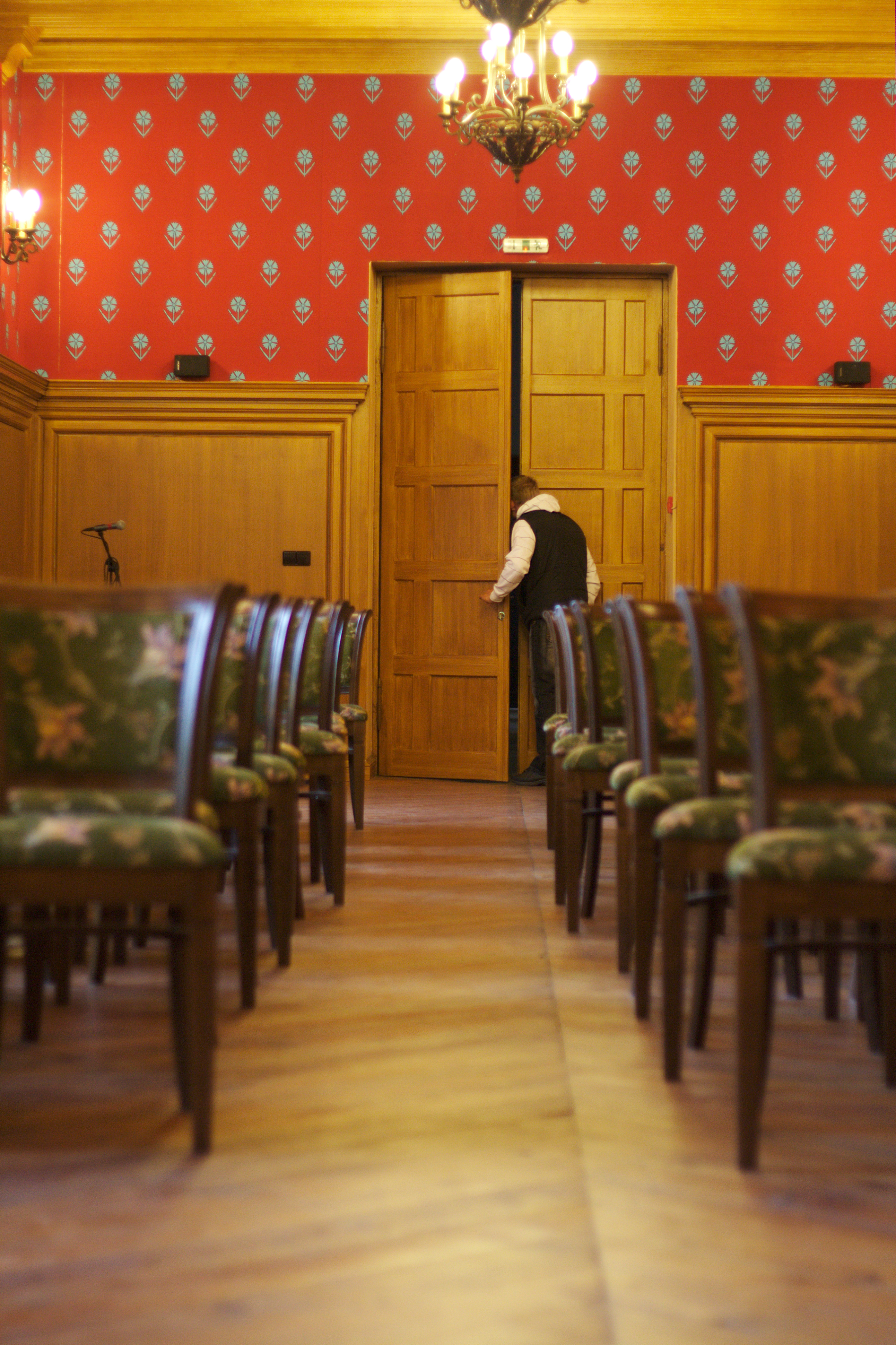
داخل
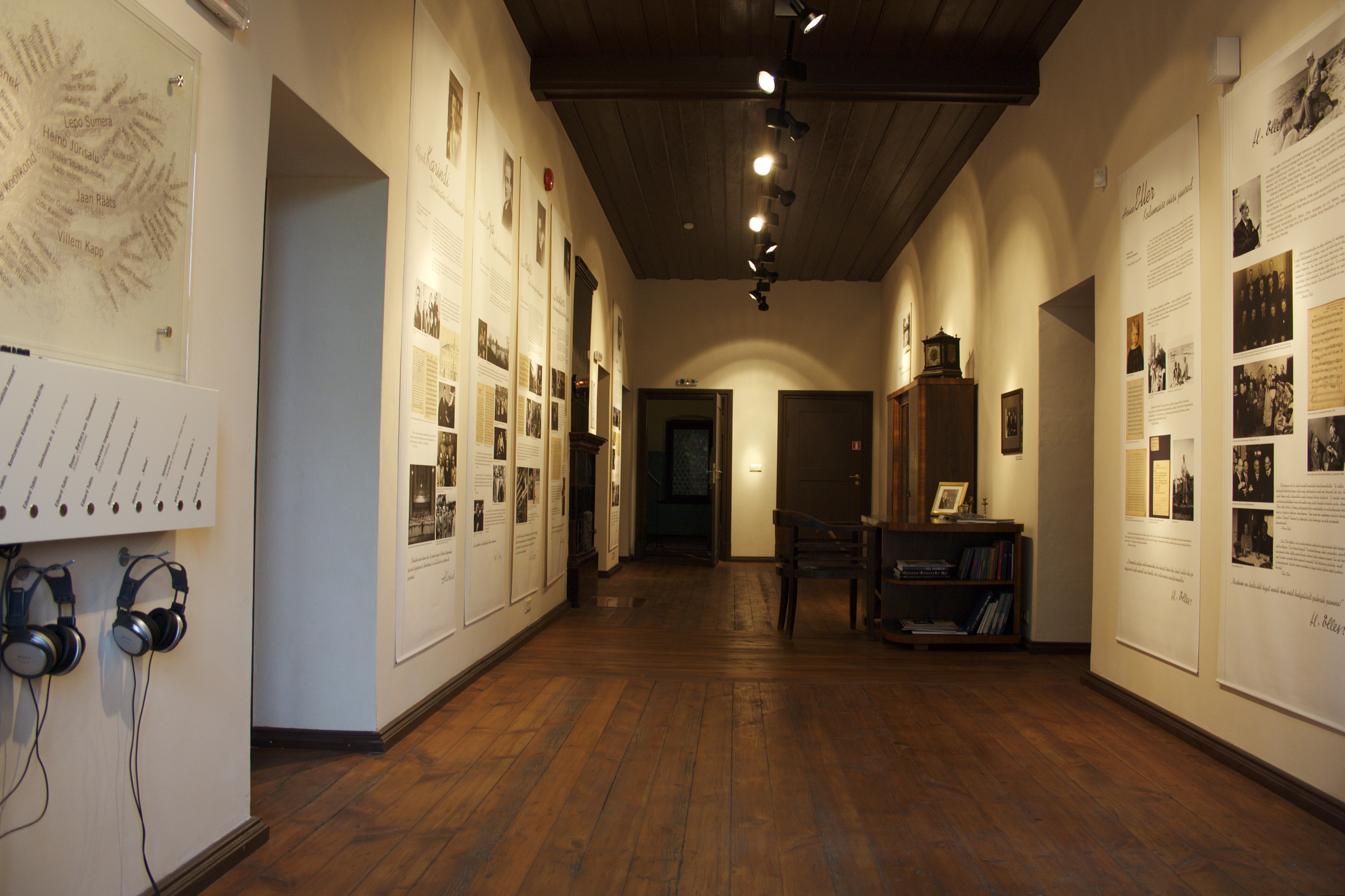
نمایشگاه
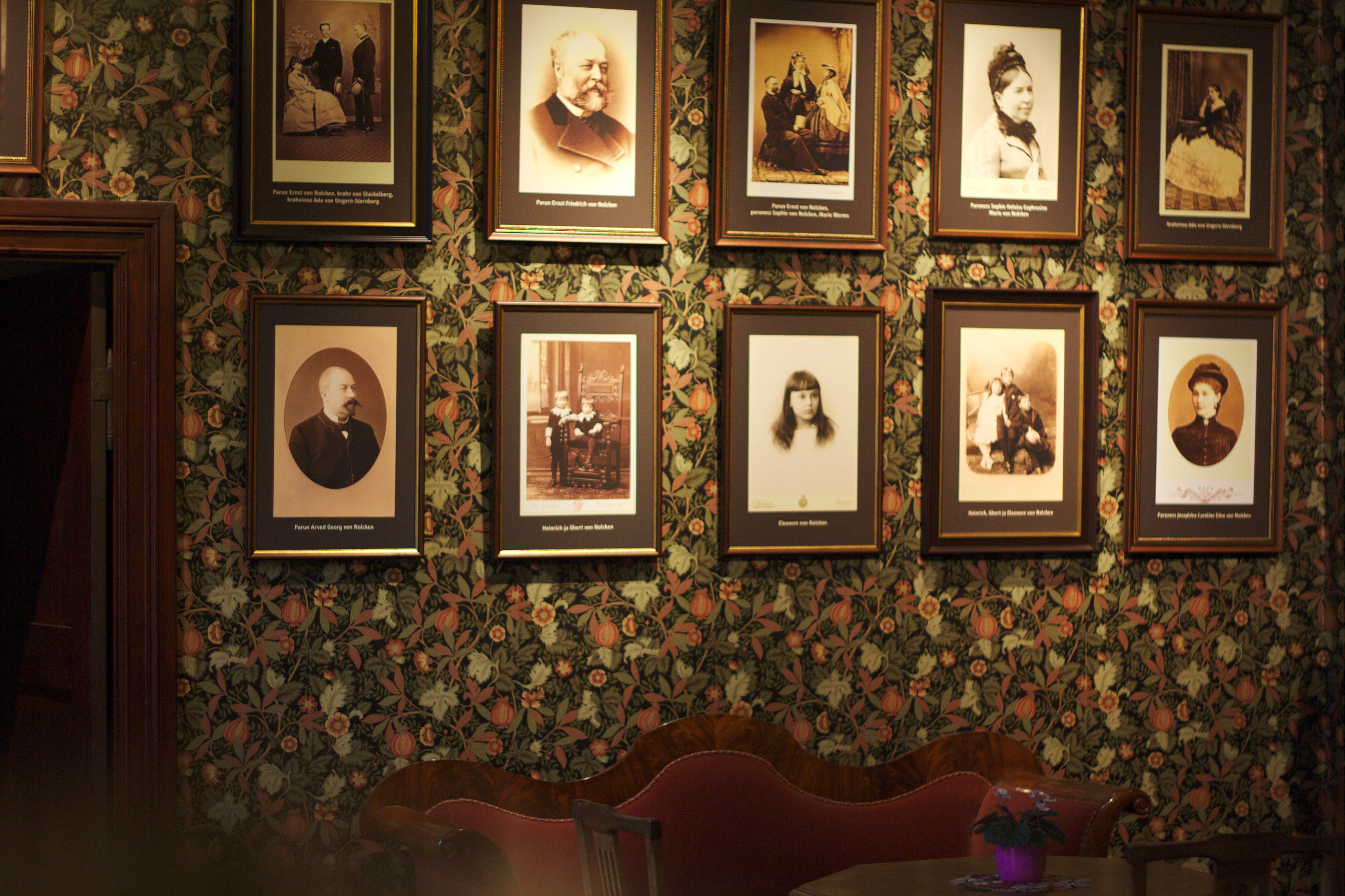